# Aristideae
Aristideae là một tộc cỏ duy nhất trong họ con Aristidoideae của họ cỏ thực sự Poaceae. Các thành viên của tộc này là các loài thảo dược hằng năm hoặc lâu năm được tìm thấy ở vùng nhiệt đới, cận nhiệt đới và vùng ôn đới. Tộc này có hơn 300 loài thuộc ba chi: Họ con này thuộc nhóm PACMAD clade của các loài cỏ, một nhóm tiến hóa mà thực vật C4 đã phát triển độc lập nhiều lần.
- Aristida
- Sartidia
- Stipagrostis